# Milichiella opuntiae
Milichiella opuntiae är en tvåvingeart som beskrevs av Irina Brake, 2009. Milichiella opuntiae ingår i släktet Milichiella och familjen sprickflugor. Inom Milichiella tillhör arten gruppen Aethiops. 

## Utbredning
Holotypen är från Mexiko.

## Utseende
Kroppslängd 3,2 mm, vinglängd 3 mm.

## Levnadssätt
Larver av Milichiella opuntiae har fötts upp på arter av Opuntiasläktet och Blåbärskaktussläktet (Myrtillocactus).